# Unione Sportiva Ivrea Calcio 2006-2007
Questa pagina raccoglie le informazioni riguardanti l'Unione Sportiva Ivrea Calcio nelle competizioni ufficiali della stagione 2006-2007.

## Rosa
| N. |                   | Ruolo | Calciatore          |
| -- | ----------------- | ----- | ------------------- |
|    | Italia (bandiera) | C     | Marco Andreotti     |
|    | Italia (bandiera) | A     | Thomas Bachlechner  |
|    | Italia (bandiera) | C     | Matteo Baldi        |
|    | Italia (bandiera) | C     | Pasquale Berardi    |
|    | Italia (bandiera) | A     | Cristian Bertani    |
|    | Italia (bandiera) | C     | Alec Bolla          |
|    | Italia (bandiera) | P     | Alessandro Caparco  |
|    | Italia (bandiera) | P     | Paolo Di Sarno      |
|    | Italia (bandiera) | A     | Marco Ghizzani      |
|    | Italia (bandiera) | D     | Claudio Grancitelli |
|    | Italia (bandiera) | A     | Stefano Guidoni     |
|    | Italia (bandiera) | D     | Federico Lazzeri    |
|    | Italia (bandiera) | D     | Stefano Mercuri     |
|    | Italia (bandiera) | C     | Giovanni Motta      |

| N. |                   | Ruolo | Calciatore            |
| -- | ----------------- | ----- | --------------------- |
|    | Italia (bandiera) | D     | Tommaso Movilli       |
|    | Italia (bandiera) | P     | Riccardo Nebiolo      |
|    | Italia (bandiera) | C     | Gianluca Nicco        |
|    | Italia (bandiera) | A     | Stefano Pietribiasi   |
|    | Italia (bandiera) | A     | Gianpietro Piovani    |
|    | Italia (bandiera) | C     | Alessandro Pontarollo |
|    | Italia (bandiera) | C     | Andrea Quaresimini    |
|    | Italia (bandiera) | P     | Marco Roccati         |
|    | Italia (bandiera) | C     | Andrea Rosso          |
|    | Italia (bandiera) | A     | Fabio Spampatti       |
|    | Italia (bandiera) | C     | Cristian Trapella     |
|    | Italia (bandiera) | D     | Filippo Vianello      |
|    | Italia (bandiera) | D     | Giuseppe Zappella     |

## Risultati

### Campionato

#### Girone di andata
| 3 settembre 2006 1ª giornata | Ivrea | 1 – 2 | Venezia |  |

| 10 settembre 2006 2ª giornata | Pavia | 2 – 1 | Ivrea |  |

| 17 settembre 2006 3ª giornata | Pistoiese | 0 – 1 | Ivrea |  |

| 24 settembre 2006 4ª giornata | Ivrea | 0 – 0 | Sassuolo |  |

| 1º ottobre 2006 5ª giornata | Padova | 2 – 0 | Ivrea |  |

| 8 ottobre 2006 6ª giornata | Ivrea | 1 – 2 | Monza |  |

| 15 ottobre 2006 7ª giornata | Pro Patria | 0 – 0 | Ivrea |  |

| 22 ottobre 2006 8ª giornata | Ivrea | 0 – 1 | Cremonese |  |

| 29 ottobre 2006 9ª giornata | Sangiovannese | 3 – 1 | Ivrea |  |

| 5 novembre 2006 10ª giornata | Ivrea | 1 – 0 | Pro Sesto |  |

| 12 novembre 2006 11ª giornata | Cittadella | 2 – 0 | Ivrea |  |

| 19 novembre 2006 12ª giornata | Ivrea | 1 – 0 | Novara |  |

| 26 novembre 2006 13ª giornata | Pisa | 2 – 1 | Ivrea |  |

| 3 dicembre 2006 14ª giornata | Ivrea | 1 – 0 | Lucchese |  |

| 10 dicembre 2006 15ª giornata | Grosseto | 2 – 0 | Ivrea |  |

| 17 dicembre 2006 16ª giornata | Ivrea | 3 – 0 | Pizzighettone |  |

| 23 dicembre 2006 17ª giornata | Massese | 2 – 0 | Ivrea |  |

#### Girone di ritorno
| 14 gennaio 2007 18ª giornata | Venezia | 1 – 0 | Ivrea |  |

| 21 gennaio 2007 19ª giornata | Ivrea | 2 – 1 | Pavia |  |

| 28 gennaio 2007 20ª giornata | Ivrea | 0 – 3 | Pistoiese |  |

| 4 febbraio 2007 21ª giornata | Sassuolo | 1 – 2 | Ivrea |  |

| 11 febbraio 2007 22ª giornata | Ivrea | 1 – 1 | Padova |  |

| 18 febbraio 2007 23ª giornata | Monza | 1 – 1 | Ivrea |  |

| 25 febbraio 2007 24ª giornata | Ivrea | 2 – 2 | Pro Patria |  |

| 4 marzo 2007 25ª giornata | Cremonese | 0 – 0 | Ivrea |  |

| 18 marzo 2007 26ª giornata | Ivrea | 1 – 1 | Sangiovannese |  |

| 25 marzo 2007 27ª giornata | Pro Sesto | 3 – 1 | Ivrea |  |

| 1º aprile 2007 28ª giornata | Ivrea | 0 – 0 | Cittadella |  |

| 7 aprile 2007 29ª giornata | Novara | 0 – 0 | Ivrea |  |

| 15 aprile 2007 30ª giornata | Ivrea | 0 – 1 | Pisa |  |

| 22 aprile 2007 31ª giornata | Lucchese | 4 – 1 | Ivrea |  |

| 29 aprile 2007 32ª giornata | Ivrea | 1 – 1 | Grosseto |  |

| 6 maggio 2007 33ª giornata | Pizzighettone | 1 – 0 | Ivrea |  |

| 13 maggio 2007 34ª giornata | Ivrea | 1 – 2 | Massese |  |